# Javier Hervada
Javier Hervada Xiberta (Barcellona, 7 febbraio 1934 – Pamplona, 11 marzo 2020) è stato un giurista spagnolo.

## Studi
Studiò Giurisprudenza presso l'Università di Barcellona (1951-1956) e conseguì il dottorato in Giurisprudenza nel 1958 presso l'Università Centrale di Madrid (oggi Università Complutense). Nel 1962 si laureò in Diritto canonico presso l'Università di Navarra.

## Attività accademica
A partire dal 1964 è stato titolare della cattedra di Diritto canonico presso l'Università di Saragozza succedendo a Pedro Lombardía e, contemporaneamente, ha insegnato nelle Facoltà di Giurisprudenza e di Diritto Canonico dell'Università di Navarra.
Nel 1965 è diventato docente ordinario di Diritto canonico e, dal 1981, docente ordinario di Diritto naturale e Filosofia del diritto. Ha insegnato entrambe le discipline anche presso la Pontificia Università della Santa Croce, a Roma, dal 1985 al 1990.
Tra le funzioni di governo accademico che ha ricoperto vi sono quelle di Decano della Facoltà di Giurisprudenza dell'Università di Navarra dal 1973 al 1984 e di vice-Decano della Facoltà di Diritto Canonico dal 1991 al 1993.
Javier Hervada ha promosso e diretto autorevoli riviste scientifiche (“Ius Canonicum”, “Persona y Derecho”, con i suoi supplementi “Fidelium Iura” e “Humana Iura”), nonché la serie di monografie “Colección canónica”; e centri di ricerca come l'Istituto Martín de Azpilcueta.

## Riconoscimenti
Nel 1998 il Ministero della Giustizia spagnolo gli ha conferito la Croce d'onore dell'Ordine di San Raimundo de Peñafort. Nel 1999, Giovanni Paolo II lo ha nominato Cavaliere Commendatore dell'Ordine di San Gregorio Magno e nel 2002 ha ricevuto il dottorato honoris causa dalla Facoltà di Diritto Canonico della Pontificia Università della Santa Croce.
La sua produzione scientifica comprende 26 libri, alcuni dei quali con numerose edizioni e traduzioni, e un centinaio di articoli in riviste specializzate. A metà 2019 le sue opere complete sono state pubblicate online nell'archivio digitale dell'Università di Navarra (DADUN).

## Opere
Filosofia del Diritto e Diritto naturale
- Introducción crítica al Derecho Natural, 10.ª edición, 1ª reimpr., Eunsa (Pamplona 2007). In italiano: Introduzione critica al Diritto Naturale, Giuffrè Editore, Milano 1990.
- Lecciones propedéuticas de Filosofía del Derecho, 4ª ed. (Pamplona 2007).
- Cuatro lecciones de Derecho Natural, Eunsa (4ª ed. Pamplona 1998).
- ¿Qué es el derecho? La moderna respuesta del realismo jurídico (Pamplona 2002). In italiano: Cos’è il Diritto? La moderna risposta del realismo giuridico, EDUSC, Roma 2013.
- Historia de la Ciencia del Derecho Natural (Pamplona 1987; 3ª ed. 1996).
- Escritos de Derecho Natural (Pamplona 1986; 2ª ed. 1993).
- Diálogos sobre el amor y el matrimonio, Eunsa, (Pamplona 1974, 4ª ed. 2007).

Diritto Canonico
- El Derecho del Pueblo de Dios, en colaboración con P. Lombardía, vol. I, Introducción. Derecho constitucional (Pamplona 1970).
- Elementos de Derecho Constitucional Canónico (Pamplona 1987; 2ª ed., 2001).
- Una caro. Escritos sobre el matrimonio (Pamplona 2000).
- Pensamientos de un canonista en la hora presente (Pamplona 1989; reimpr. 1992; 2ª ed., 2004). In italiano: Pensieri di un canonista nell'ora presente, Marcianum Press, Venezia 2007.
- Vetera et Nova. Cuestiones de Derecho Canónico y afines (1958-2004) (Segunda edición remodelada, Pamplona 2005.
- El ordenamiento canónico. Aspectos centrales de la construcción del concepto (Pamplona 1966, 2ª ed., Eunsa, Pamplona 2008).
- Introducción al estudio del Derecho canónico, Eunsa, Pamplona 2007, 122 p.; (2ª edición, 2010).
- Prawo naturalne. Wprowadzenie, Wydawnictwo PETRUS, Cracow 2011.
- Historia Prawa Naturalnego, Wydawnictwo PETRUS, Cracow 2013.

Pubblicazioni su Javier Hervada
- Escrivá Ivars, Javier, Relectura de la obra científica de Javier Hervada: preguntas, diálogos y comentarios entre el autor y Javier Hervada, Pamplona, Universidad de Navarra. Servicio de Publicaciones, 2008, 1ª, 535 pp.
- Arrieta, Juan Ignacio, "In memoriam. Javier Hervada", Ius Ecclesiae, vol. XXXII, núm. 2 (luglio-dicembre, 2020), pp. 411-413.
- Errázuriz M., Carlos José, "In memoriam. Javier Hervada", Ius Ecclesiae, vol. XXXII, núm. 2 (luglio-dicembre, 2020), pp. 415-418.